# Makondé (peuple)
Pour les articles homonymes, voir Makondé.
Les Makondés sont une population de langue bantoue d'Afrique australe, vivant principalement dans le sud-est de la Tanzanie et dans le nord du Mozambique. On les trouve également au Kenya et en petit nombre à Mayotte. Les Makondés sont chrétiens, pour la plupart catholiques (certains sont évangéliques), et sont une des principales ethnies de la province de Cabo Delgado dont la population est très majoritairement musulmane.

## Ethnonymie
Selon les sources et le contexte, on observe différentes formes : Chimakonde, Chinimakonde, Konde, Maconde, Makonda, Makondes, Matambwe, Wamakonde [noms tous écrits en principe avec accent aigu en français].

## Histoire

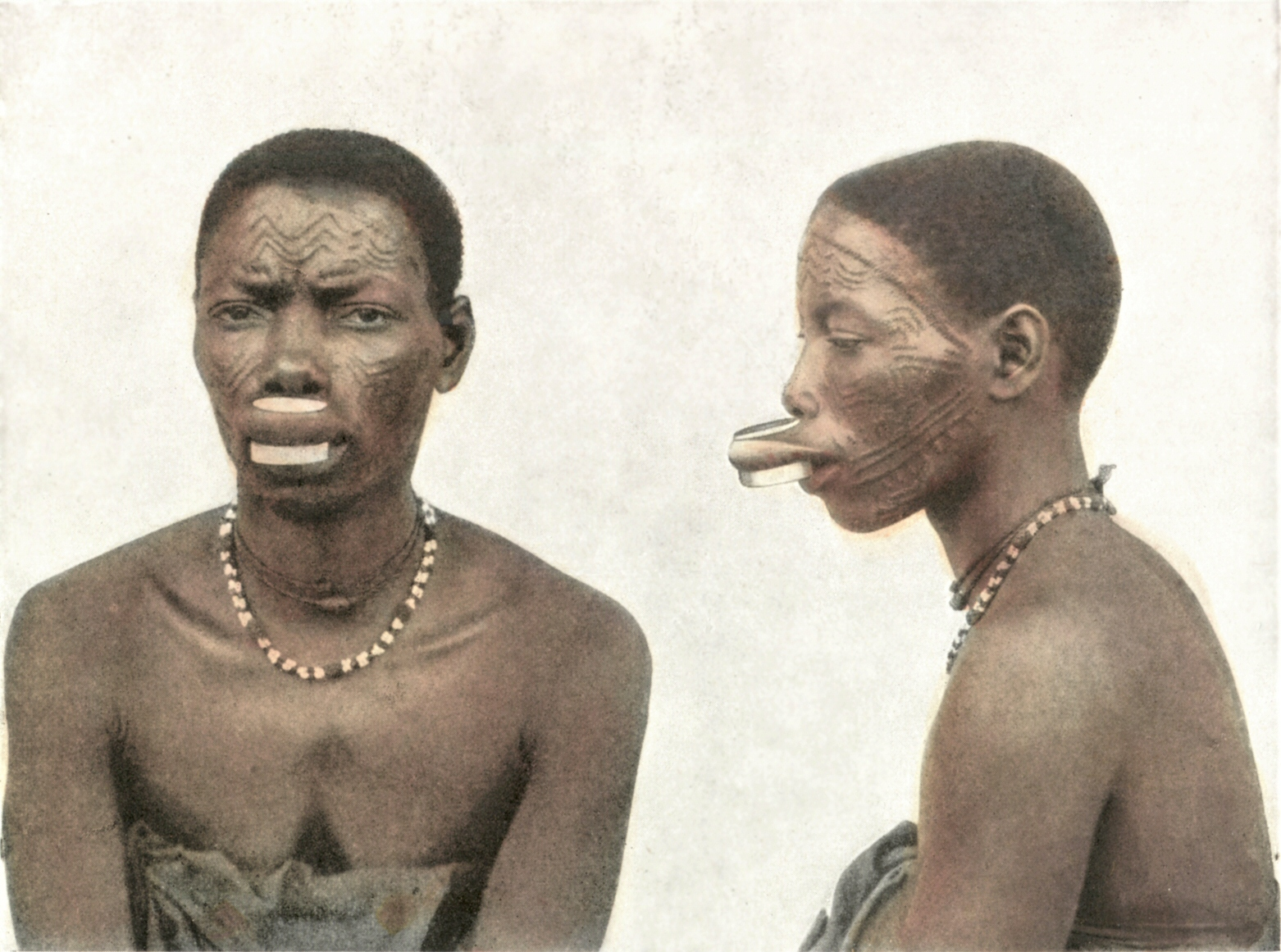
Scarifications et labret chez une femme makondé (vers 1900)

Dans les récits traditionnels, les Makondés sont un groupe divers qui regrouperait en fait des membres de diverses ethnies ayant fui les famines, les guerres incessantes entre clans et surtout les razzias d’esclaves.
Le peuple Makondé serait ainsi issu du peuple Maravi, qui était organisé dans un empire qui étendait son influence du sud du lac Malawi à la région de Kilwa. Ils ont aujourd'hui encore beaucoup de points communs culturels et linguistiques avec les Chewa du Malawi.
Pour fuir les raids esclavagistes, notamment des Yao, ces groupes autour du fleuve Ruvuma finirent par chercher refuge sur les hauts plateaux. Après quelque temps, ils finirent par se désigner eux-mêmes sous le nom de Makondé, un nom géographique lié à ces hauts plateaux (le nom Makondé est dérivé des fourrés boisés typiques du plateau).
Leur identité est devenue une identité à proprement parler ethnique vers la première moitié du XIXe siècle. À la fin du XIXe siècle, les Makondés continuaient à lutter pour leur survie, notamment contre la traite des esclaves. Ils finirent par être craints dans la région en raison de leur agressivité et de leur sauvagerie, qui était probablement aussi une forme de défense contre la traite, et qui leur a valu le nom dépréciatif de Mavia (« les nerveux »). Cette expérience historique partagée de résistance à la traite des esclaves a sans doute contribué à forger une conscience collective d'insoumission, de soif de liberté et d'indépendance qui persistera par la suite. 
De plus, leur relatif isolement sur le plateau de Mueda, très difficilement accessible, a préservé ces populations qui n'ont été en contact avec les Européens qu'au début du XXe siècle.
Jusque-là animistes, ils se sont convertis à l’arrivée des missions catholiques au XXe siècle la région ayant été pacifiée par les Portugais en 1917. Débarrassé de l'oppression de la traite, le peuple Makondé recommence à s'étendre dans les basses terres autour du plateau et à voyager dans la Tanzanie voisine à la recherche de travail.
Le Frelimo, fondé en 1962, est issu de la fusion de trois organisations politiques à base régionale dont l'une était la Mozambique African National Union (MANU), organisée par les émigrés makondés à Dar es Salam. Lorsque l'option de l'insurrection armée est choisie, le plateau de Mueda a naturellement été choisi comme l'un des centres d'opérations militaires, d'autant que sa proximité avec la frontière tanzanienne et sa végétation le rendait propice à un combat de guérilla. Les Makondés ont massivement pris part et payé un lourd tribut à la guerre de libération, qui modifié profondément cette communauté. À la fin du conflit, cette communauté historiquement opprimée avait ainsi acquis un rôle dominant dans les jeux de pouvoir entre les différentes ethnies dans la région.
Au Cabo Delgado, les chrétiens et singulièrement les Makondés sont favorables au Frelimo (parti au pouvoir). Durant la guerre civile, les milices populaires Makondé étaient ainsi parfois transportées dans des voitures et ordonnées de tuer des partisans présumés de la Renamo dans des villages éloignés de leur domicile, notamment peuplés par les Makua qui les harcelaient avec leurs propres milices.

## Population
En Tanzanie, le nombre de Makondés était estimé à 1 140 000 lors du recensement de 2001.
Au Mozambique, ils étaient 233 358 lors du recensement de 1997.

## Langue
Ils parlent le makondé, un dialecte bantou central du groupe P très proche du yao parlé au Malawi.
En 2006 le nombre total de locuteurs était estimé à 1 340 000 dont 980 000 en Tanzanie et 360 000 au Mozambique

## Culture
La société makondé est matriarcale.
Les rites de passage sont encore répandus et ont une importance prépondérante, en particulier ceux qui sont liés à la circoncision, qui donnent lieu à de grandes fêtes au cours desquelles sortent les masques, liés au culte des ancêtres. Ces rituels d'initiation sont l'institution culturelle la plus puissante, quoique en déclin, dans la société makonde, celle qui définit l'appartenance, l'affiliation et l'affiliation de l'individu.
Ainsi, de novembre à janvier, les garçons et les filles passent à la puberté par plusieurs rituels destinés à ouvrir les portes de l'âge adulte et éventuellement du mariage.
Pendant les cérémonies, les danses de fécondité sont exécutées par des hommes travestis. Certaines danses acrobatiques se font à l'aide de longues échasses. Les cérémonies sont accompagnées d'instruments de musiques comme une batterie de cinq tambours cylindriques, la corne d'antilope à deux notes, le mbira, des clochettes et des calebasses agitées par les danseurs et le public. La danse la plus populaire se fait avec le masque d'ancêtre lipiko, réservé aux hommes et entouré d'une grande vénération.
Après la guerre civile, les rituels se sont adaptés. Autrefois, les garçons pratiquaient la mascarade de Mapiko et les danses féminines telles que Shinyala. Depuis la fin de la guerre, le principal contenu culturel spécifique de la formation dispensée lors des rituels est l'apprentissage de la danse makwaela, une danse née parmi les travailleurs migrants du sud du Mozambique dans les mines sud-africaines. Il consiste en un chant choral harmonisé et un piétinement. En raison de son caractère socialement progressiste et de sa simplicité, il avait été choisi pendant la guerre comme activité culturelle centrale dans les nouvelles écoles et centres de formation du Frelimo avant de devenir, après la guerre, une sorte de nouvelle icône nationale, la danse révolutionnaire par excellence.
Le peuple makondé est connu pour ses sculptures en bois au niveau international, en particulier certaines collections d'œuvres des années 1960. Et c'est grâce au tourisme jusque dans Dar es Salam et dans les lieux fréquentés par les touristes, principalement au nord.
Certains artistes makondés, tout en puisant dans la mythologie de leur peuple, ont su renouveler leur art et intégrer le vaste courant de l'art contemporain africain. Citons au moins  Samaki Likankoa, John Fundi et George Lilanga.

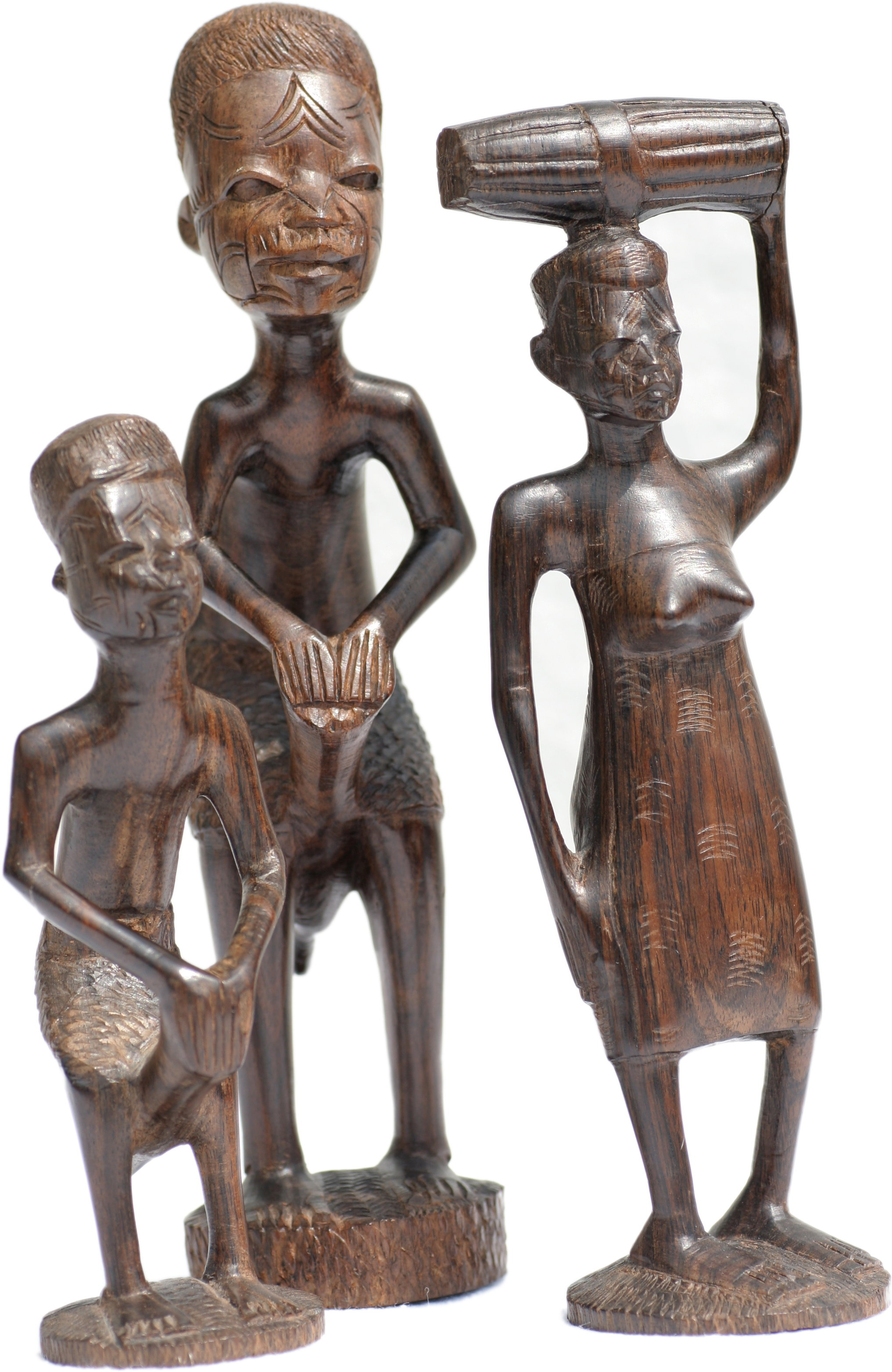
Sculpture makondé
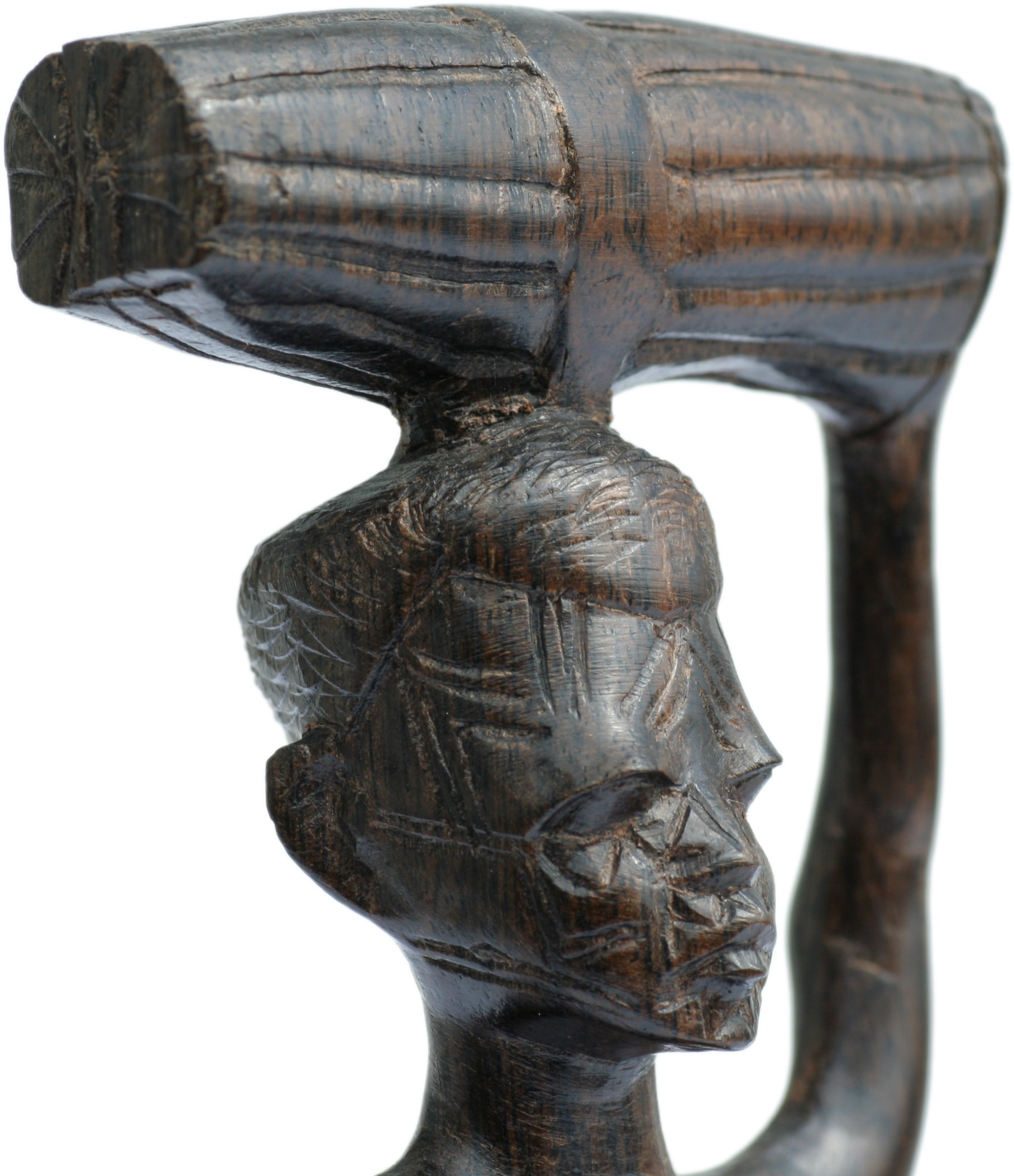
Détail
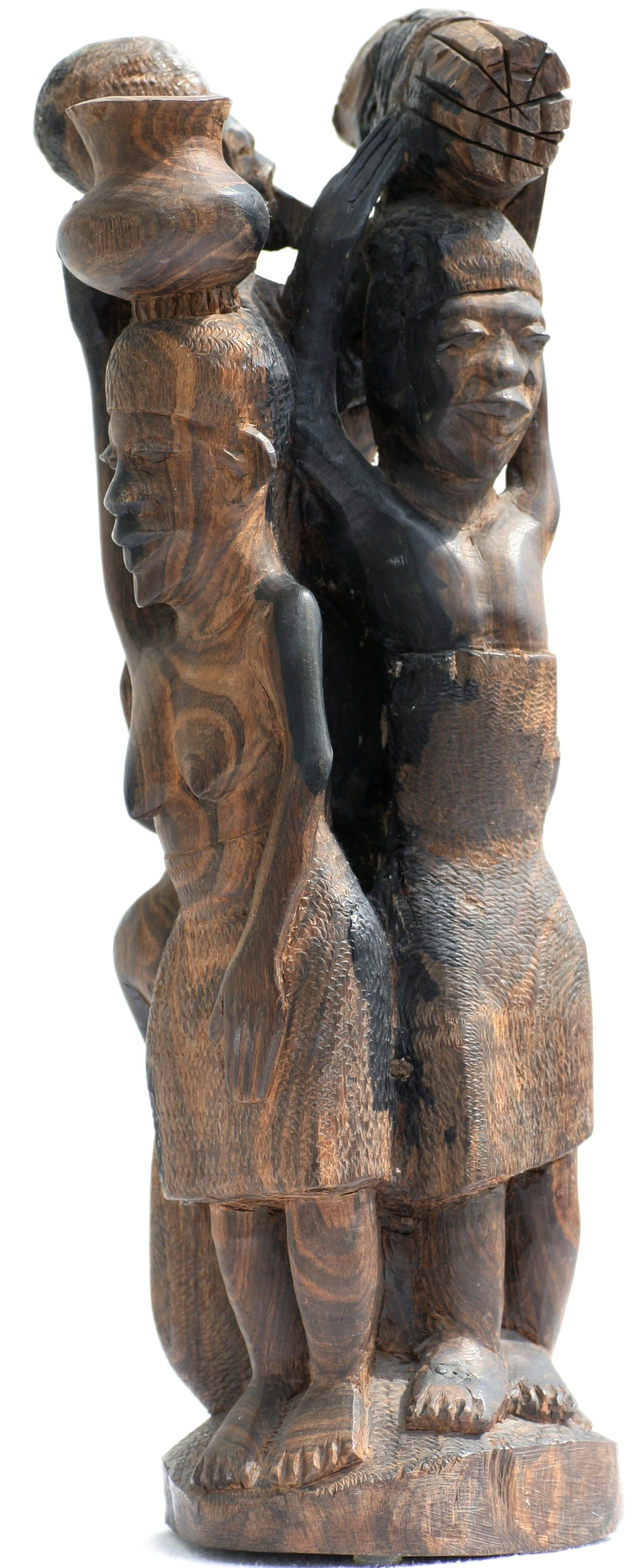
Sculpture makondé
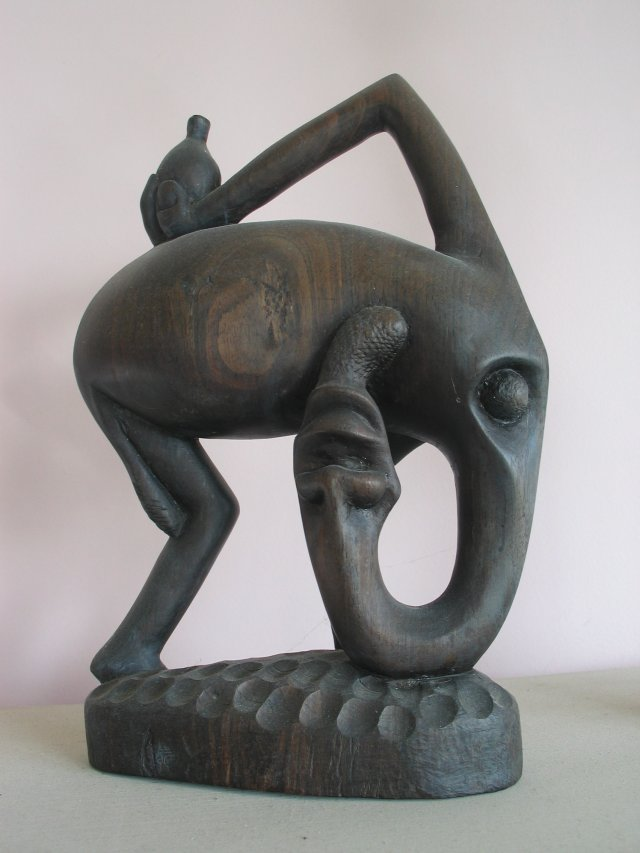
Éléphant

## Personnalités
- Felipe Nyusi, élu président du Mozambique en 2015[8]
- Général Alberto Chipande[8]
- Reinata Sadimba, céramiste d'art